# Radiant 虛空魔境
《Radiant 虛空魔境》（法語：Radiant）是法國漫畫家Tony Valente的奇幻题材少年漫畫作品，2018年9月20日宣布動畫化，同名改编電視動畫于2018年10月6日播出（1期），第2期于2019年10月2日开始播放。

## 故事簡介
以成为帅气的大魔法使为目标的少年賽特，为了打倒从天而降的怪物Nemesis，每天都勤奋地进行魔法特训，但诸事不顺且纠纷不断。给村民们添麻烦，还被养育他的家长阿尔玛给训斥。
在此时一个超级巨大的Nemesis来袭击村子！为了拯救世界而决定灭绝Nemesis的賽特，开始了寻找有Nemesis之巢存在的传说之地“Radiant”的旅途。与新伙伴梅莉等人相遇，与强敌战斗，面对前方的困难，賽特的冒险就此开始！

## 登場角色
賽特（聲：花守由美里（日本））
主人公。每天都勤奮地進行魔法特訓，但諸事不順且糾紛不斷。
梅莉（聲：悠木碧（日本））
女主角。魔法使少女。平時十分溫柔，但是由於受了詛咒十分易怒，一旦詛咒生效會出現另一個過激人格。
杜克（聲：大畑伸太郎（日本））

阿魯瑪（聲：朴璐美（日本））

Mr.波布里（聲：小市真琴（日本））

## 出版書籍
| 卷數 | Ankama Éditions | Ankama Éditions        |
| 卷數 | 發售日期        | ISBN                   |
| ---- | --------------- | ---------------------- |
| 1    | 2013年7月4日    | ISBN 978-2-35910-391-5 |
| 2    | 2014年3月7日    | ISBN 978-2-35910-486-8 |
| 3    | 2015年2月27日   | ISBN 978-2-35910-505-6 |
| 4    | 2015年11月20日  | ISBN 978-2-35910-862-0 |
| 5    | 2016年7月8日    | ISBN 978-2-35910-966-5 |
| 6    | 2016年12月2日   | ISBN 979-10-3350-096-4 |
| 7    | 2017年7月3日    | ISBN 979-10-3350-450-4 |
| 8    | 2017年12月1日   | ISBN 979-10-3350-487-0 |
| 9    | 2018年5月25日   | ISBN 979-10-3350-545-7 |
| 10   | 2018年9月21日   | ISBN 979-10-3350-555-6 |

## 電視動畫

### 製作人員
- 原作：Tony Valente
- 監督：岸誠二
- 系列導演：福岡大生
- 系列構成：上江洲誠
- 人物設定、總作畫監督：河野望
- 道具設計：沙倉拓實
- 怪物設計：廣瀨智仁
- 動作作畫監督：網嵜涼子
- 美術監督：鈴木友成
- 色彩設計：竹川美緒
- 攝影監督：
- 編集：及川雪江
- 音響演出：高寺雄（日语：高寺たけし）
- 音樂：甲田雅人（日语：甲田雅人）
- 製片人：藤田裕介
- 動畫製作人：宮崎裕司、比嘉勇二
- 製作統括：米村裕子、八木雪子
- 動畫製作：Lerche
- 製作：NHK Enterprises（日语：NHKエンタープライズ）
- 製作、著作：NHK

### 主題曲
第一季
片頭曲「Utopia」（第1話－第21話）
作詞：GEN，作曲、主唱：04 Limited Sazabys，編曲：akkin
片尾曲（第1話－第16話、第18話－第21話）
作詞、作曲：雫，編曲、主唱：Polkadot Stingray
插入曲（第17話）
作詞：上江洲誠，作曲：甲田雅人，主唱：哈梅莉奴（內山夕實）
第二季
片頭曲
作詞、作曲：渡井翔汰，編曲、主唱：Halo at 四疊半
片尾曲
作詞、作曲、主唱：NakamuraEmi，編曲：

### 各話列表
| 話數   | 日文標題          | 中文標題           | 劇本              | 分鏡              | 演出       | 作畫監督               |
| 第一季 | 第一季            | 第一季             | 第一季            | 第一季            | 第一季     | 第一季                 |
| ------ | ----------------- | ------------------ | ----------------- | ----------------- | ---------- | ---------------------- |
| 第1話  | -Seth-            | 魔法使少年         | 上江洲誠          | 福岡大生          | 濱崎徹     | 川口弘明、樋上彩       |
| 第2話  | -Bravery-         | 真正的勇氣         | 重信康            | 福岡大生          | 福井洋平   | 川口弘明、柳瀨讓二     |
| 第3話  | -Alma-            | 啟程之日           | 蒼樹靖子          | 福岡大生          | 野亦則行   | 樋上彩、渡邊真由美     |
| 第4話  | -Encounter-       | 天空的邂逅         | 上江洲誠          | 木村真一郎        | 木村真一郎 | 永田陽菜、岩佐智子     |
| 第5話  | -Artemis-         | 睿智與希望的樂園   | 重信康            | 福井洋平          | 福井洋平   | 川口弘明、樋上彩       |
| 第6話  | -Melie-           | 友情的水滴         | 蒼樹靖子          | 奧野耕太          | 濱田將太   | 樋上彩、永田陽菜       |
| 第7話  | -Monster-         | 潛入地下水道者     | 重信康            | 齋藤德明          | 鎌田祐輔   | 廣瀨智仁、樋口博美     |
| 第8話  | -Progress-        | 強大的證明         | 蒼樹靖子          | 大橋明代          | 鈴木芳成   | 山本由美子、樋上彩     |
| 第9話  | -Inquisition-     | 異端狩獵者的人們   | 重信康            | 濱崎徹            | 濱崎徹     | 小沼克介、川口弘明     |
| 第10話 | -Memory-          | 回憶的掃帚         | 上江洲誠          | 福井洋平          | 福井洋平   | 樋口博美、永田陽菜     |
| 第11話 | -Rumble Town-     | 轟鳴喧囂的城鎮     | 蒼樹靖子          | 齋藤德明          | 木野目優   | 山本由美子、樋上彩     |
| 第12話 | -Darkness-        | 盤踞於城鎮的黑暗   | 菅原雪繪          | 川畑喬            | 鎌田祐輔   | 柳瀨讓二、小沼克介     |
| 第13話 | -Storm-           | 動亂序曲           | 重信康            | 齋藤德明          | 木村真一郎 | 川口弘明、樋口博美     |
| 第14話 | -Catastrophe-     | 崩潰的鐘聲         | 重信康            | 齋藤德明          | 野亦則行   | 柳瀨讓二、永田陽菜     |
| 第15話 | -Burst-           | 拳如流星           | 蒼樹靖子          | 福岡大生          | 木野目優   | 川口弘明、樋上彩       |
| 第16話 | -Rising-          | 乘風破浪起舞飛揚   | 菅原雪繪          | 福井洋平          | 福井洋平   | 小沼克介、樋口博美     |
| 第17話 | -Serenade-        | 如今止住風聲       | 上江洲誠          | 木野目優          | 濱崎徹     | 樋上彩、永田陽菜       |
| 第18話 | -Awaking-         | 黑暗過後的光芒     | 重信康            | 齋藤德明          | 鎌田祐輔   | 小野木三齊、柳瀨讓二   |
| 第19話 | -Relief-          | 你所改變的世界     | 蒼樹靖子          | 木村真一郎        | 木村真一郎 | 川口弘明、小沼克介     |
| 第20話 | -Sign-            | 預兆               | 重信康            | 仁昌寺義人        | 鈴木芳成   | 柳瀨讓二、樋口博美     |
| 第21話 | -Utopia-          | 追尋未來           | 上江洲誠          | 福岡大生          | 濱田將太   | 川口弘明、樋上彩       |
| 第二季 |                   |                    |                   |                   |            |                        |
| 第1話  | -Overture-        | 新的冒險           | 上江洲誠          | 福岡大生          | 福岡大生   | 小沼克介、河野望       |
| 第2話  | -Mist-            | 煙雨中的邂逅       | 重信康            | 福岡大生          | 福岡大生   | 小沼克介、鎌田祐輔     |
| 第3話  | -Caislean Merlin- | 騎士之都           | 菅原雪繪          | 福岡大生          | 山田卓     | 森下昇吾、森山雄治     |
| 第4話  | -Dullahan-        | 招致災禍之人       | 蒼樹靖子          | 福岡大生          | 田中貴大   | 濱田勝                 |
| 第5話  | -Rain-            | 雨聲寂 心漸離      | 蒼樹靖子          | 岸誠二 田中貴大   | 田中貴大   | 河野望、二宮奈那子     |
| 第6話  | -Diabal-          | 彼者之名           | 重信康            | 仁昌寺義人        | 鎌田祐輔   | 二宮奈那子、           |
| 第7話  | -Spectre-         | 波譜天災攻防戰     | 菅原雪繪          | 福岡大生          | 夕澄慶英！ | 幸野浩二、樋口博美     |
| 第8話  | -Caillte-         | 時間之森的賽特     | 菅原雪繪          | 福岡大生 田中貴大 | 田中貴大   | 黑澤佳子、             |
| 第9話  | -Palace-          | 謀略王宮           | 重信康            | 鈴木行            |            | 幸野浩二、樋口博美     |
| 第10話 | -Quality-         | 騎士的資格         | 蒼樹靖子          | 山田卓            | 山田卓     | 小沼克介、黑澤佳子     |
| 第11話 | -Resonance-       | 現在去感受世界     | 重信康            | 濱田將太          | 濱田將太   | 森山雄治、二宮奈那子   |
| 第12話 | -Ocoho-           | 真相宛如詛咒       | 上江洲誠          | 久行宏和          | 鎌田祐輔   | 二宮奈那子、櫻井木之實 |
| 第13話 | -Knighthood-      | 君之決意           | 蒼樹靖子          | 木村真一郎        | 金森寒竹   | 、                     |
| 第14話 | -Battlefield-     | 決戰的大地         | 菅原雪繪          | 田中貴大          | 田中貴大   | 、柳瀨讓二             |
| 第15話 | -Harmonizium-     | 誘向深淵的毀滅之歌 | 上江洲誠          | 田中貴大          | 奧村吉昭   | 陳潔瓊、趙小川         |
| 第16話 | -Tragedy-         | 消逝的生命燈火     | 蒼樹靖子          | 宮尾佳和          | 木村真一郎 | 小沼克介、稻田真樹     |
| 第17話 | -Pen Draig-       | 黑龍降臨           | 重信康            | 鈴木行 福岡大生   | 布施康之   | 、                     |
| 第18話 | -Resistance-      | 光輝即眾人之志     | 上江洲誠          | 福岡大生          | 鎌田祐輔   | 廣瀬智仁、黒澤桂子     |
| 第19話 | -Myrddin-         | 聽不見你的聲音     | 蒼樹靖子 上江洲誠 | 田中貴大          | 逖洲袵兆   | 小沼克介、黑澤佳子     |
| 第20話 | -Fantasia-        | 為大地獻上花束     | 上江洲誠          | 濱田将太 福岡大生 |            | 廣瀬智仁、黒澤桂子     |
| 第21話 | -Eternity-        | 未來與你同在       | 上江洲誠          | 鈴木行 福岡大生   | 福岡大生   | 黒澤桂子、小沼克介     |

## 外部連結
- Radiant 虛空魔境的Facebook專頁（法文）
- NHK 動漫世界｜Radiant 虛空魔境 （页面存档备份，存于）（日語）